# هاني البحيري
هاني البحيري هو مصمم أزياء مصري. شارك في عدة مهرجانات للموضة حول العالم، أبرزها أسبوع باريس للموضة. كذلك شارك في أسابيع للموضة في إسبانيا، إيطاليا، الأردن وكازاخستان.

## فساتين الزفاف
صمم عدة فساتين زفاف وصفت بأنها الأغلى في العالم كان أولها فستان بقيمة 5 مليون دولار والثاني بقيمة 200 مليون جنيه مصري حيث رصع بالكامل وبشكل يدوى بحبات من الألماس الحر. والثالث كان ب 15 مليون دلار مرصع بالألماس الحر.

## وصلات خارجية
- هاني البحيري على موقع قاعدة بيانات الأفلام العربية